# Onosma qandilicum
Onosma qandilicum är en strävbladig växtart som beskrevs av Karl Heinz Rechinger och H. Riedl. Onosma qandilicum ingår i släktet Onosma och familjen strävbladiga växter. Inga underarter finns listade i Catalogue of Life.